# Martin Rubeš
Martin Rubeš (16 settembre 1996) è uno schermidore ceco, specializzato nella spada. Ha vinto un bronzo olimpico a Parigi 2024 nella spada a squadre e una medaglia d'oro alle Universiadi 2019 nella spada individuale.

## Palmarès
- Giochi olimpici

Parigi 2024: bronzo nella spada a squadre.
- Universiade

Napoli 2019: oro nella spada individuale.